# In ostaggio
In ostaggio (The Clearing) è un film del 2004 diretto da Pieter Jan Brugge.

## Trama
Arnold Mack, un ex-dipendente frustrato, rapisce Wayne Hayes, importante e stimato uomo d'affari a capo di una grossa azienda. Le trattative per la sua liberazione portano il detective che si occupa del caso a scoprire scomode verità relative ad una vita ritenuta fino ad allora integerrima.